# Cybersport.ru
Cybersport.ru — один из крупнейших русскоязычных медиа-порталов о киберспорте с ежемесячным охватом в 3 млн уникальных пользователей. Освещает события из мира известных киберспортивных дисциплин, таких как Dota 2, Counter-Strike 2, Hearthstone, Valorant, Overwatch, League of Legends и других.
Входит в состав крупнейшего в России киберспортивного холдинга ESforce, который принадлежит компании VK.

## Описание
Cybersport.ru обладает обширной русскоязычной базой статистической информации об игроках, командах и турнирах. Медиа регулярно публикует уникальный контент с крупнейших турниров по киберспорту — журналисты издания посещают мейджоры по Counter-Strike: Global Offensive, The International по Dota 2 и другие ключевые чемпионаты и события в индустрии. С Cybersport.ru сотрудничают не только киберспортивные команды из СНГ, но и крупнейшие западные команды, такие как OG, Team Secret, mousesports и другие.
Помимо этого, на Cybersport.ru функционирует раздел пользовательских блогов, в которых публикуются не только читатели, но и известные личности из мира киберспорта. Среди них бывший капитан Natus Vincere по Counter-Strike: Global Offensive — Даниил Тесленко, а также известные киберспортивные комментаторы Maelstorm и yXo.
В 2021 году Cybersport.ru, коммуникационная платформа «Спорт как бизнес» и бизнес-кластер РАЭК «Игровая индустрия и киберспорт» подготовили карту киберспортивного бизнеса в русскоязычном сегменте. По состоянию на февраль 2020 (по информации SimilarWeb) является самым посещаемым киберспортивным СМИ — 10 млн посещений.
В редакции Cybersport.ru состоят несколько десятков сотрудников из России, Украины и Белоруссии. Главным редактором медиа является бывший киберспортивный менеджер Андрей «FUki» Кирюкин, который работает на Cybersport.ru с 2011 года. Заместителем главного редактора является Владислав «Machinae» Животнев, который пришел на сайт в 2018 году. В ноябре 2018-го директором медиа направления ESforce Holding стал Николай Петросян, стоявший у истоков Championat.com и работавший PR-директором adidas в СНГ.

### История развития
Изначально Cybersport.ru был фанатским сайтом киберспортивной организации Virtus.pro и имел соответствующий домен — virtuspro.org. Его запуск состоялся 19 апреля 2011 года.
В ноябре 2013 года сайт сменил домен на virtus.pro. Ресурс постепенно стал отходить от концепции фанатского сайта киберспортивной команды. На нём появилась база информации и статистики команд, игроков и различных турниров. На сайт также были добавлены новостная лента, раздел с блогами, стримами, матчами и гайдами по популярным дисциплинам.
4 апреля 2016 года сайт Virtus.pro сменил название на Cybersport.ru. Портал больше не позиционировал себя как фанатский сайт Virtus.pro, а стал полноценным новостным изданием, на котором публиковались новостные заметки, статьи, интервью и репортажи с турниров.
В октябре 2018 года Cybersport.ru был зарегистрирован в качестве СМИ и вошёл в реестр Роскомнадзора с номером свидетельства ЭЛ № ФС 77 — 74022.
С конца 2019-го Cybersport.ru активно развивает направление компьютерных игр, публикуя новости игровой индустрии и обзоры ААА-тайтлов. Помимо этого, медиа начало развивать раздел бизнеса, в котором пишет о киберспортивной индустрии, её финансовых аспектах и крупных коллаборациях.

## Награды и премии
Cybersport.ru получил специальный приз «Лучшее СМИ о киберспорте» в рамках Премии «РБ» 2020.
Cybersport.ru занял второе место на премии CIPR Digital в номинации «Лучший цифровой развлекательный сервис».